# The Public Pays
The Public Pays é um filme de drama em curta-metragem estadunidense de 1936 dirigido e escrito por Errol Taggart e John C. Higgins. Venceu o Oscar de melhor curta-metragem em live-action: 2 bobinas na edição de 1937.

## Elenco
- Richard Alexander
- Barbara Bedford - Secretária de Markovitz
- Harry C. Bradley - Grocer
- Betty Ross Clarke - Secretária de Paige
- Russ Clark - Bit Part
- John Dilson - Moore
- Bess Flowers - Bit
- Karl Hackett - Markovitz
- Robert Homans - Cop
- George Humbert - Simonelli
- Cy Kendall - John Carney
- Ivan Miller - Charles
- William Pawley - Kelly
- Frank Puglia
- Edwin Stanley - John Allgren
- Paul Stanton - Moran
- Ben Taggart - Cop
- Phillip Trent - Repórter
- Emmett Vogan - Ardley
- Frederick Vogeding - Dickman